# アルペジオ (きっと魔法のトンネルの先)
「アルペジオ (きっと魔法のトンネルの先)」（アルペジオ (きっとまほうのトンネルのさき)）は、日本のシンガーソングライター小沢健二の楽曲である。2018年2月14日にVirgin Musicから21枚目のシングルとしてリリースされた。

## 概要
前作『フクロウの声が聞こえる』から5か月ぶりのリリースで、単独名義では『流動体について』以来約1年ぶりのシングル。
表題曲「アルペジオ (きっと魔法のトンネルの先)」は、小沢の楽曲では初の映画主題歌。主題歌の発表された2017年12月1日にオフィシャルサイト「ひふみよ」で歌詞が公開された。
CDジャケットは小沢自らがデザインを手がけ、2018年2月8日に出演したFM802『BEAT EXPO』内で「昨年日本で長い時間を過ごして、破壊的なデザインにしたいと思った」と語っている。
2月9日午前0時にiTunes Store、Apple Musicで先行配信され、2月14日にCDがリリースされた。

## 収録曲
全作詞・作曲・編曲：小沢健二
1. アルペジオ (きっと魔法のトンネルの先) Arpeggio (Through the Wondrous Tunnel)（3:41）
（ストリングス・カルテット作曲：室屋光一郎）
  - キノフィルムズ/木下グループ配給映画『リバーズ・エッジ』主題歌

映画のために書き下ろされた楽曲で、同映画の主演である二階堂ふみと吉沢亮が“Voice”として参加している。小沢は映画がクランクインする前、原作者で小沢と親交のある岡崎京子と主演の二階堂の2人と会談し、自然な流れで主題歌を書き下ろすことになった[5]。
歌詞は小沢と岡崎の盟友としての絆を歌ったもの[6]。
2. ラブリー、東京湾上屋形船Liveは雨 Lovely, Live in the Rain on a Yakatabune on Tokyo Bay（4:28）
小沢健二と満島ひかり名義。
オリジナルは2ndアルバム『LIFE』収録曲及び5thシングル（共に1994年発売）。Apple Musicで配信されているオリジナルコンテンツ『Tokyo, Music & Us 2017-2018』で行なわれた満島ひかりとのセッション音源[7]。
ライブ・アルバム『我ら、時 通常版』に収録されているライブ音源と同様、原曲における一部の英語のフレーズが日本語に置き換えられている。
アルバム未収録。
3. アルペジオ (きっと魔法のトンネルの先) instrumental（3:40）
CDにのみ収録（配信シングルでは未収録）。

## パーソネル
アルペジオ (きっと魔法のトンネルの先)
- 小沢健二 - Guitar & Vocal
- 西村奈央 - オルガン
- 白根佳尚 - Drums
- タブゾンビ - Trumpet
- 室屋光一郎 - Violin
- Ito Aya - Violin
- 岡さおり - Viola
- Okuzumi Takayoshi - Cello
- 二階堂ふみ - Voice
- 吉沢亮 - Voice

ラブリー、東京湾上屋形船Liveは雨
- 小沢健二 - Guitar & Vocal
- 満島ひかり - Vocal

## テレビ出演
アルペジオ (きっと魔法のトンネルの先)
- テレビ朝日『ミュージックステーション』（2018年2月16日放送回）
  - 満島ひかりと共演し、Voiceパートは小沢と満島が担当した。